# 폴리네시아 항법

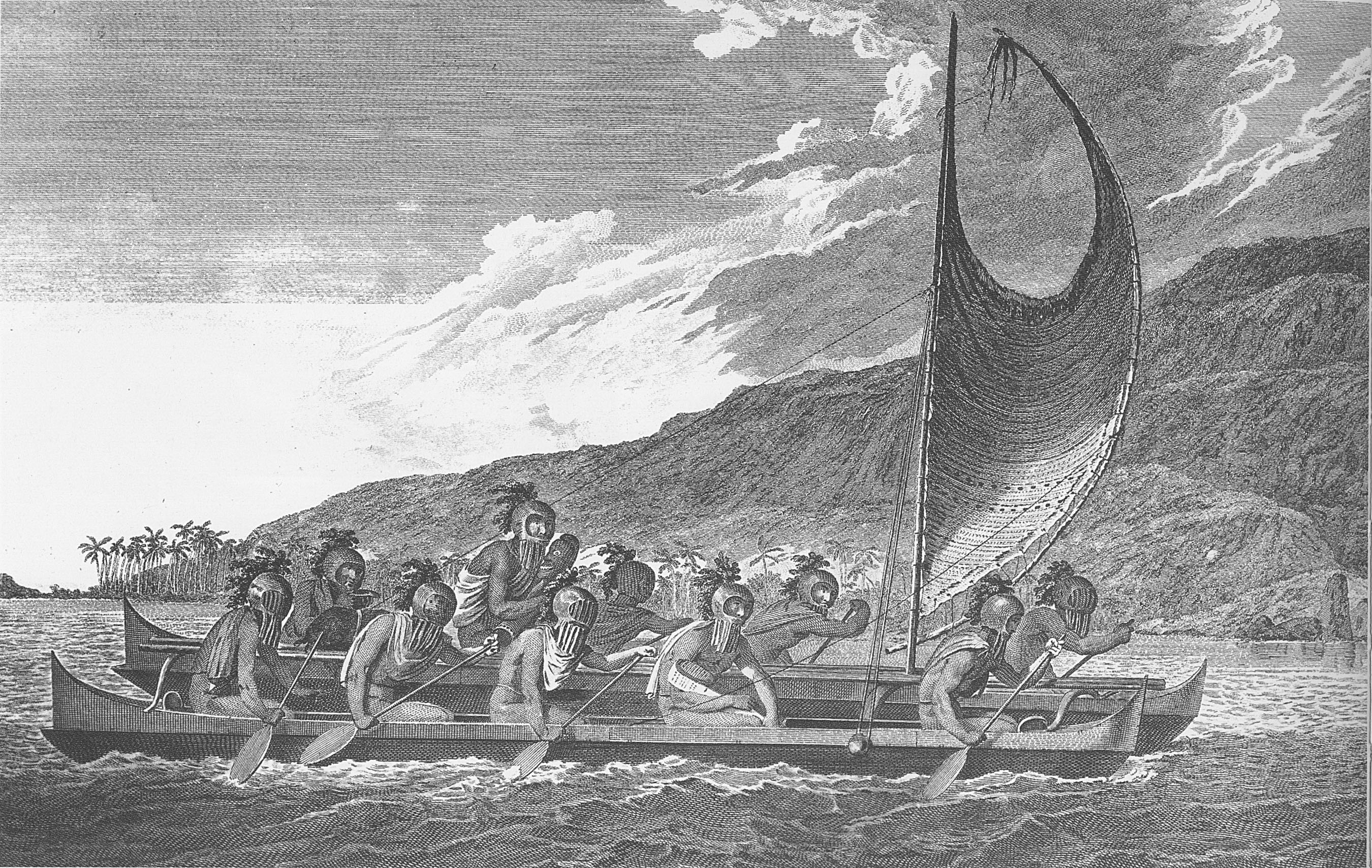
다중 선체 카누를 몰고있는 하와이의 항해사들(1781년 경)

폴리네시아 항법(Polynesian navigation) 또는 폴리네시아 길찾기는 수천 킬로미터에 달하는 태평양을 가로지르는 기나긴 항해를 가능하게 하기 위해 수천 년 동안 사용되었다. 폴리네시아인들은 아웃리거 카누(outrigger canoe)나 이중 선체 카누(double-hulled canoe)를 사용하여 광대한 폴리네시아 삼각지대 내의 거의 모든 섬과 접촉했다. 이중 선체 카누는 길이가 같고 나란히 묶인 두 개의 큰 선체였다. 평행하게 배열된 카누 사이의 공간은 장거리 항해를 시작할 때 음식, 사냥 재료, 그물을 보관할 수 있도록 했다. 폴리네시아 항해사는 별을 이용한 항법, 새 관찰, 바다의 너울, 바람 패턴과 같은 길 찾기 기술을 사용했으며 구전 전통에서 얻은 방대한 지식에 의존했다. 이 섬 호핑(island hopping)은 태평양의 작은 섬들에서 식량, 목재, 물, 이용 가능한 토지와 같은 유용한 자원이 부족한 문제에 대한 해결책이었다. 섬에서 인간의 생존에 필요한 자원이 부족해지기 시작하자 섬 주민들은 해상 항해 기술을 활용하여 새로운 섬을 향해 항해를 시작했다. 그러나 남태평양의 섬들이 점점 더 점령당하고 시민권과 국경이 국제적으로 중요해지면서 이는 더 이상 불가능했다. 그리하여 사람들은 그들을 부양할 수 없는 상태로 섬에 갇히게 되었다.
항해사들은 길 찾기 기술과 구전 전통을 통해 종종 노래의 형태로 스승에서 견습생에게 전달되는 지식을 사용하여 사람이 거주하는 작은 섬으로 여행했다. 일반적으로 각 섬에는 매우 높은 지위를 가진 항해사 길드가 유지되었다. 기근이나 어려움이 닥쳤을 때 그들은 원조를 위해 교역을 하거나 사람들을 인근 섬으로 대피시킬 수 있었다. 2014년 현재 이러한 전통적인 항해 방법은 솔로몬 제도의 폴리네시아 타우마코 외곽 지역과 태평양 전역의 항해 사회에서 여전히 가르치고 있다.
길 찾기 기술과 아웃리거 카누 제작 방법은 모두 영업 비밀로 유지되어 왔지만 현대에 부활하면서 기록되어 출판되고 있다.